# لوئیس زوریچ
لوئیس زوریچ (انگلیسی: Louis Zorich؛ زادهٔ ۱۲ فوریهٔ ۱۹۲۴ – درگذشتهٔ ۳۰ ژانویهٔ ۲۰۱۸) یک هنرپیشه اهل ایالات متحده آمریکا بود. وی از سال ۱۹۵۸ میلادی مشغول فعالیت بود.
از فیلم‌ها یا برنامه‌های تلویزیونی که وی در آن نقش داشته‌است می‌توان به فریب کوگان، احضار، به خاطر پیت، یک ماهی در وان حمام و مرگ فروشنده اشاره کرد.